# Clarence Williams III
Clarence Williams III (ur. 21 sierpnia 1939 w Nowym Jorku, zm. 4 czerwca 2021 w Los Angeles) – amerykański aktor filmowy, telewizyjny i teatralny.

## Życiorys

### Wczesne lata
Urodził się w rodzinie artystów muzycznych. Jego ojciec, Clarence „Clay” Williams Jr., był zawodowym muzykiem. Ciotka, Irene Williams (z domu Joy Williams) była piosenkarką i aktorką. Jego dziadek Clarence Williams był muzykiem jazzowymi i bluesowymi. Jest wnukiem Evy Taylor – bluesowej piosenkarki i aktorki teatralnej. To właśnie pod jej wpływem zainteresował się aktorstwem. Zanim jednak zaczął stawiać swoje pierwsze aktorskie kroki, dwa lata służył w słynnej 101 Dywizji Spadochronowej (kompania „C” 506 pułku piechoty).

### Kariera
Debiutował na kinowym ekranie jako goniec (niewymieniony w czołówce) w sensacyjnym dramacie wojennym Lewisa Milestone’a Wzgórze Pork Chop (Pork Chop Hill, 1959) o wojnie koreańskiej u boku Gregory’ego Pecka. Po raz pierwszy pojawił się na Broadwayu jako Chris w sztuce Richarda Wrighta The Long Dream (1960) z R.G. Armstrongiem. Kontynuując pracę na scenie występował w produkcjach off-broadwayowskich – Walk in Darkness (1963), Double Talk (1964) i The Party on Greenwich Avenue (1967). Rola Randalla w przedstawieniu broadwayowskim Powolny taniec na ziemi śmierci (Slow Dance on the Killing Ground, 1964) przyniosła mu uznanie krytyków i nominację do nagrody Tony Award.
W 1966 zadebiutował na szklanym ekranie rolą w serialu Directions, jednak rozpoznawalność i dość sporą popularność przyniosła mu dopiero rola Lincolna Hayesa w serialu policyjnym The Mod Squad z lat 1968–1973. Od czasu zakończenia serialu w 1973, pojawił się w wielu mniej lub bardziej znanych produkcjach telewizyjnych i filmowych. Na planie filmowym partnerował gwiazdom światowego kina takim jak (m.in.): Gregory Peck, Jim Brown, Martin Landau, Laurence Fishburne, Jeff Goldblum, Samuel L. Jackson, Harry Dean Stanton, Wesley Snipes, Don Johnson, Bruce Campbell, John Travolta, Dennis Farina, Ryan O’Neal, Isabella Rossellini, Roy Scheider, Denzel Washington, Russell Crowe, Forest Whitaker, Oprah Winfrey, Vanessa Redgrave, Bill Cosby, Roy Scheider, Ed Harris, Kevin Costner, i in. Produkcje filmowe, w których uczestniczył firmowali swoim nazwiskiem tak znani reżyserzy i producenci jak: Lewis Milestone, Orson Welles, Keenen Ivory Wayans, David Lynch, John Frankenheimer, Ridley Scott i Norman Mailer. W większości były to role epizodyczne.
W 1979 powrócił na Broadway jako prezydent Mageeba w sztuce Toma Stopparda Noc i dzień (Night and Day) z Maggie Smith.

## Życie prywatne

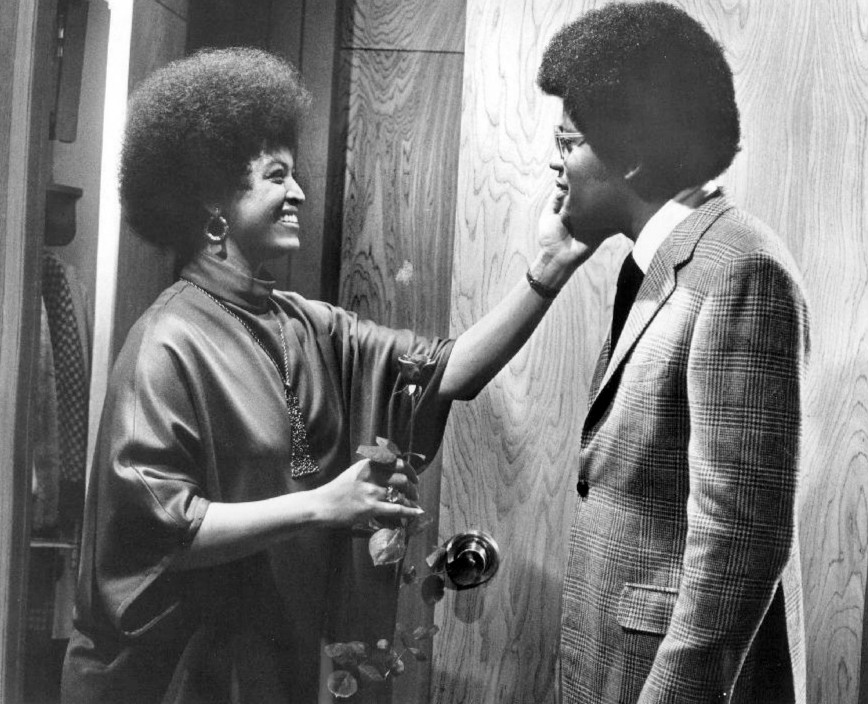
Clarence Williams III ze swoją żoną Glorią Foster na planie serialu The Mod Squad (1970)

W 1967 wstąpił w związek małżeński z aktorką Glorią Foster, którą poznał na planie filmu The Cool World w 1962. Rozwiedli się w 1984, zachowując przyjacielskie relacje.

### Śmierć
Zmarł 4 czerwca 2021 w Los Angeles wskutek raka jelita grubego w wieku 81 lat.

## Filmografia

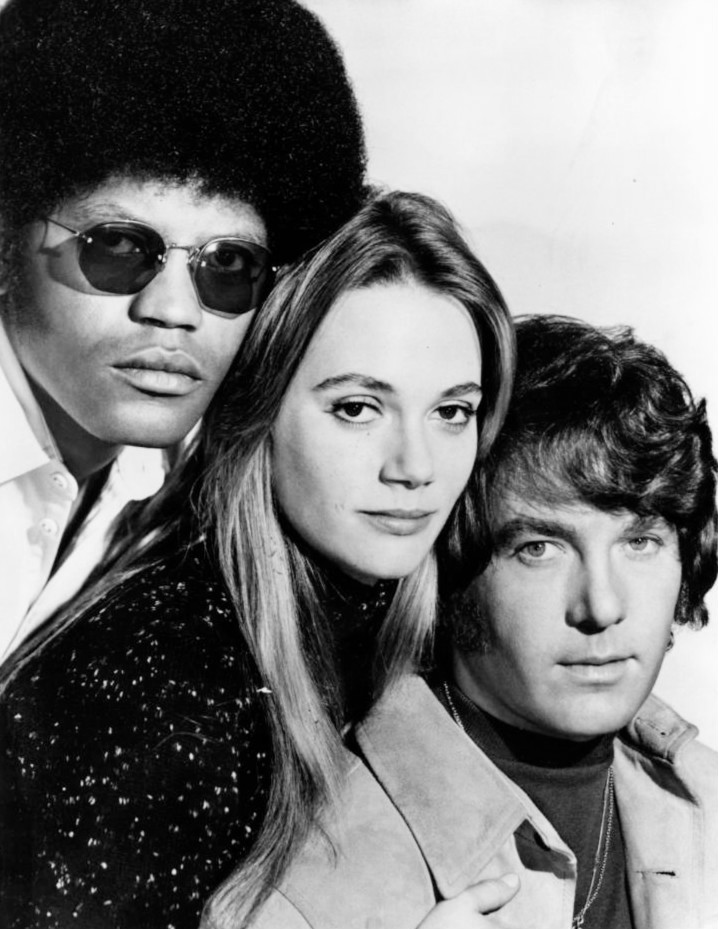
Clarence Williams III (pierwszy od lewej) w serialu The Mod Squad (1971)

### Filmy
- 1959: Wzgórze Pork Chop (Pork Chop Hill) – łącznik
- 1984: Purpurowy deszcz – ojciec
- 1986: Ostra rozgrywka (52 Pick-Up) – Bobby Shy
- 1994: Sugar Hill –  Arthur Romello „A.R.” Skuggs
- 1994: Bunt –  Chaka
- 1998: Żółtodzioby – Samson Simpson
- 1999: Córka generała – pułkownik George Fowle
- 2000: Uwikłany – Merlin
- 2007: Amerykański gangster – Bumpy Johnson
- 2013: Kamerdyner – Maynard

### Seriale TV
- 1967: Daktari –  Robert Oneko
- 1968–1973: The Mod Squad – Lincoln „Linc” Hayes
- 1984: Posterunek przy Hill Street – Pan Simpson
- 1983–1985: T.J. Hooker – Phil Decker, Martin
- 1985: Bill Cosby Show – Pan Thornehill
- 1985: Policjanci z Miami – Maximilian „Legba” Ildefonse
- 1990: Miasteczko Twin Peaks – agent FBI Roger Hardy
- 1991: Gliniarz i prokurator – Benjamin Tatsa
- 1992: Podwójny kamuflaż – detektyw Taft
- 1992: Opowieści z krypty – Grady
- 1994: Oblicza Nowego Jorku – Donald Brooks
- 1994: Zagadki Cosby’ego – Eugene Lukes
- 1996: Star Trek: Stacja kosmiczna – Omet’iklan
- 1997: Strażnik Teksasu – podkomisarz Luther Dobbs
- 1998: Portret zabójcy – Carl Adler
- 1998: 1900: Człowiek legenda – „Jelly Roll” Morton
- 2000: Prawo i porządek – Latiff Miller
- 2002: Potyczki Amy – Joe McKenzie
- 2003: Cuda – dr Bauer
- 2003: Gliniarze bez odznak – Pan Hayes
- 2005–2007: Tajemnicza kobieta – Philby
- 2005: Wszyscy nienawidzą Chrisa – Pan Tate
- 2005–2007: Amerykański smok Jake Long – doradca Andam
- 2009: Tożsamość szpiega – ojciec Jean Pierre’a
- 2009: Dowody zbrodni – Henry „Pops” Walters
- 2010: Justified: Bez przebaczenia – Pan Jones
- 2010: Gliniarz z Memphis – Leroy Hitch
- 2015: Imperium – Huey Jarvis
- 2018: Mr. Malevolent –  Roscoe